# Said Sheikh Samatar
Said Sheikh Samatar (somalí: Saciid Sheekh Samatar, árabe: سعيد الشيخ سمتر; Ogaden, Imperio etíope, 1934-Newark, Nueva Jersey, Estados Unidos, 27 de febrero de 2015) era un escritor y escolástico somalí, autor de numerosas publicaciones sobre Somalia y África Oriental.

## Biografía
Probablemente nació en un pueblo nómada somalí, y con dieciséis años se estableció en Kalafo donde comenzó a estudiar. Se formó en filosofía islámica y jurisprudencia, y en 1970 comenzó a trabajar en Somalia en el National Teaching College.
En 1973 se graduó en el Goshen College de Indiana, y se doctoró en la Universidad Northwestern en 1979.
Enseñó como profesor de historia africana en la Universidad Rutgers y en la Eastern Kentucky University.
Era padre de la escritora Sofia Samatar.

## Libros
- Oral Poetry and Somali Nationalism: The Case of Sayyid Mahammad Abdille Hasan, 1982
- Somalia: Nation in Search of a State, 1987
- Somalia: A Nation in Turmoil, 1991
- In the Shadow of Conquest: Islam in Colonial Northeast Africa, 1992